# Jungle Entertainment
Jungle Entertainment (hangul: 정글 엔터테인먼트) är ett sydkoreanskt skivbolag och en talangagentur bildad år 2006 av Seo Jung-kwon.

## Artister

### Nuvarande
|      |
| 4TEN |

|              |
| Choi Jung-in |

|          |
| Leessang |

|       |
| M.I.B |